# 足球风云 (游戏)
《足球风云》是一款由Affect公司根据同名电视动画制作的游戏。本游戏于1994年12月16日在超级任天堂发行。游戏后在Game Boy发行。
游戏具有表演赛模式、漫画风格故事模式等。
《Fami通》给予Game Boy版本8/10的分数。